# Cagnano Varano
Cagnano Varano ist eine italienische Gemeinde (comune) mit 6587 Einwohnern (Stand 31. Dezember 2023) in der Provinz Foggia in Apulien.

## Geographie und Bevölkerung
Cagnano Varano liegt etwa 44,5 Kilometer nordöstlich von Foggia im Gargano am Lago di Varano innerhalb des Nationalparks Gargano. Zugleich gehört die Gemeinde zur Comunità Montana del Gargano.

## Geschichte
Nahe der Gemeinde lag die antike griechische Gründung Uria (YPIATΩN), die im dritten Jahrhundert vor Christus gegründet sein könnte. Cagnano Varano entstand selbst erst im Hochmittelalter.

## Verkehr
Durch die Gemeinde führt die Strada Statale 89 Garganica Richtung Peschici. Ein Bahnhof besteht an der Bahnstrecke von San Severo nach Peschici.

## Persönlichkeiten
- Bruno Caizzi (1909–1992) war ein italienischer Historiker und Wirtschaftswissenschaftler, der sich auf die Wirtschaftsgeschichte spezialisiert hatte.